# Hotel Kaiserhof (Porta Westfalica)
Das Hotel Der Kaiserhof in der ostwestfälischen Stadt Porta Westfalica war ein Hotel der gehobenen Klasse im Stadtteil Barkhausen. Seine Geschichte ist eng mit dem in unmittelbarer Umgebung liegenden Kaiser-Wilhelm-Denkmal verbunden. Das Hotel wurde 1895–1896 erbaut und steht seit 1983 unter Denkmalschutz. Im Mai 2011 ging der Betreiber in Insolvenz. Im Dezember 2011 wurden bei einem Brand weite Teile des Gebäudes zerstört, ein teilweiser Wiederaufbau des Gebäudes fand in den Jahren 2013 bis 2015 statt, seitdem steht das Gebäude leer.

## Geschichte

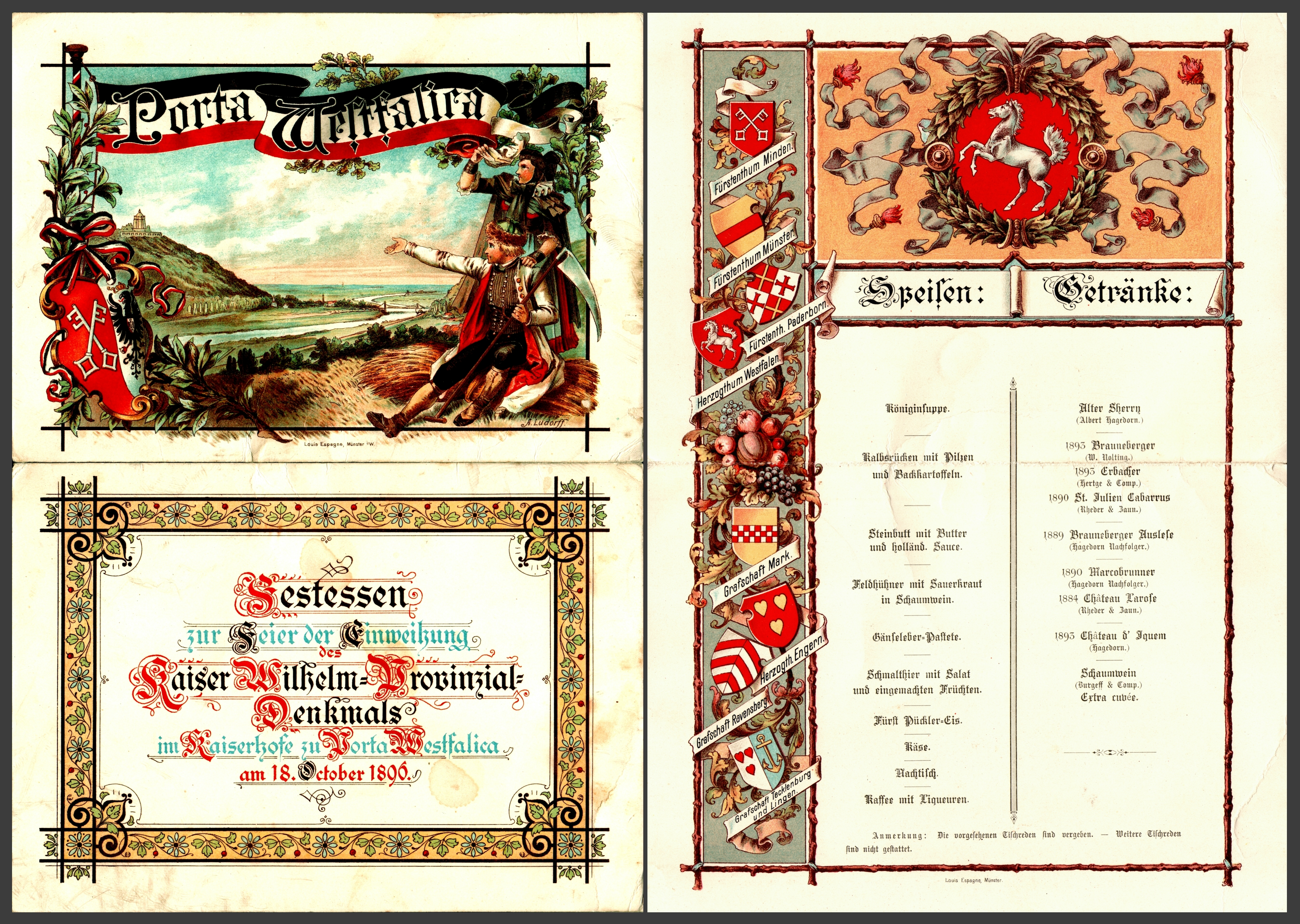
Speisekarte zum Festessen im Hotel Kaiserhof anlässlich der Einweihung des Kaiser-Wilhelm-Denkmals am 18. Oktober 1896.

Nach dem Tod von Kaiser Wilhelm I. wurden überall in Preußen Kaiser-Wilhelm-Denkmäler in Auftrag gegeben. In landschaftlich reizvoller Lage wurde an der Porta Westfalica ein Denkmal geplant und 1892–1896 ausgeführt. Voraussetzung für die Verehrung des Kaisers im größeren Stil war die Errichtung einer entsprechenden Infrastruktur. Bereits seit August 1893 existierte ein Bahnanschluss von Minden mit einer Dampfkleinbahn, aus der 1920 eine elektrische Straßenbahn wurde. An der Bahn-Endstation Porta konnte man den Aufstieg zum Denkmal beginnen. Rechtzeitig zur Fertigstellung des Denkmals entstand schließlich auch das Hotel Kaiserhof.
In der Grundstein-Urkunde von 1895 heißt es: „Der Name des Kaisers ziert dieses Haus am Fuße des Berges, auf welchem das Denkmal des verewigten großen Kaisers Wilhelm ragen wird“. Im Rahmen der Einweihungs-Feierlichkeiten des Denkmals fand am 18. Oktober 1896 im großen Saal des Hotels ein Festessen statt.
Im Zweiten Weltkrieg wurde der Kaiserhof 1944 von der SS beschlagnahmt und war Teil des Außenlagers des KZ Neuengamme in Porta Westfalica. Hier waren bis zu 1300 Zwangsarbeiter interniert. Nach dem Zweiten Weltkrieg wurde das Hotel Teil der Britischen Militäradministration. Am 10. Dezember 1949 wurde es wieder freigegeben, und der alte Inhaber C. Knoblich konnte es wieder betreiben. In unmittelbarer Nähe liegt in einem alten Steinbruch die Goethe-Freilichtbühne Porta Westfalica. Im Mai 2011 wurde für den Betrieb Insolvenz angemeldet. Die Hotelierfamilie hatte den Betrieb des Hauses seit 1924 geleitet.

### Großbrand im Dezember 2011

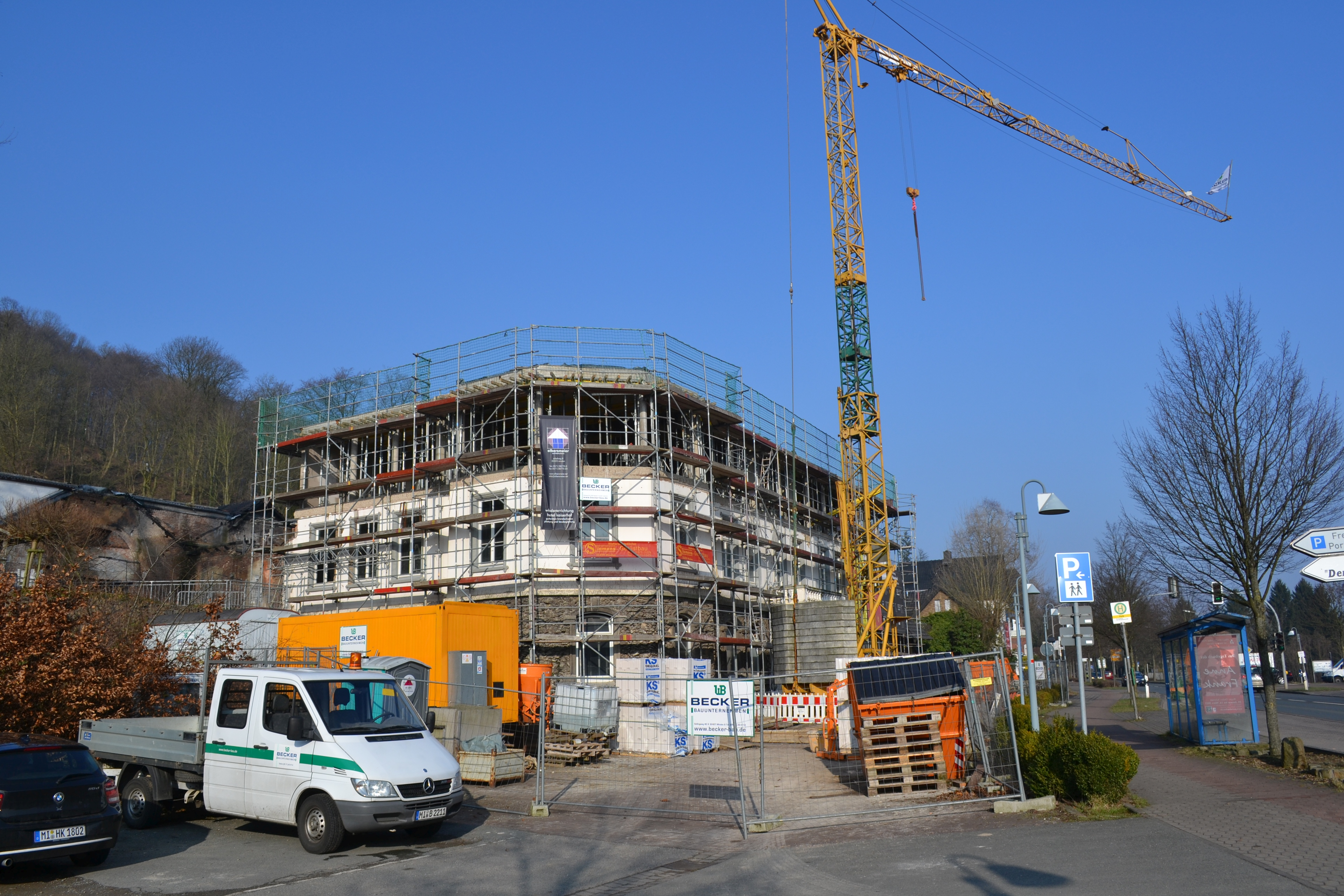
Wiederaufbau des Hotels Kaiserhof, Februar 2015

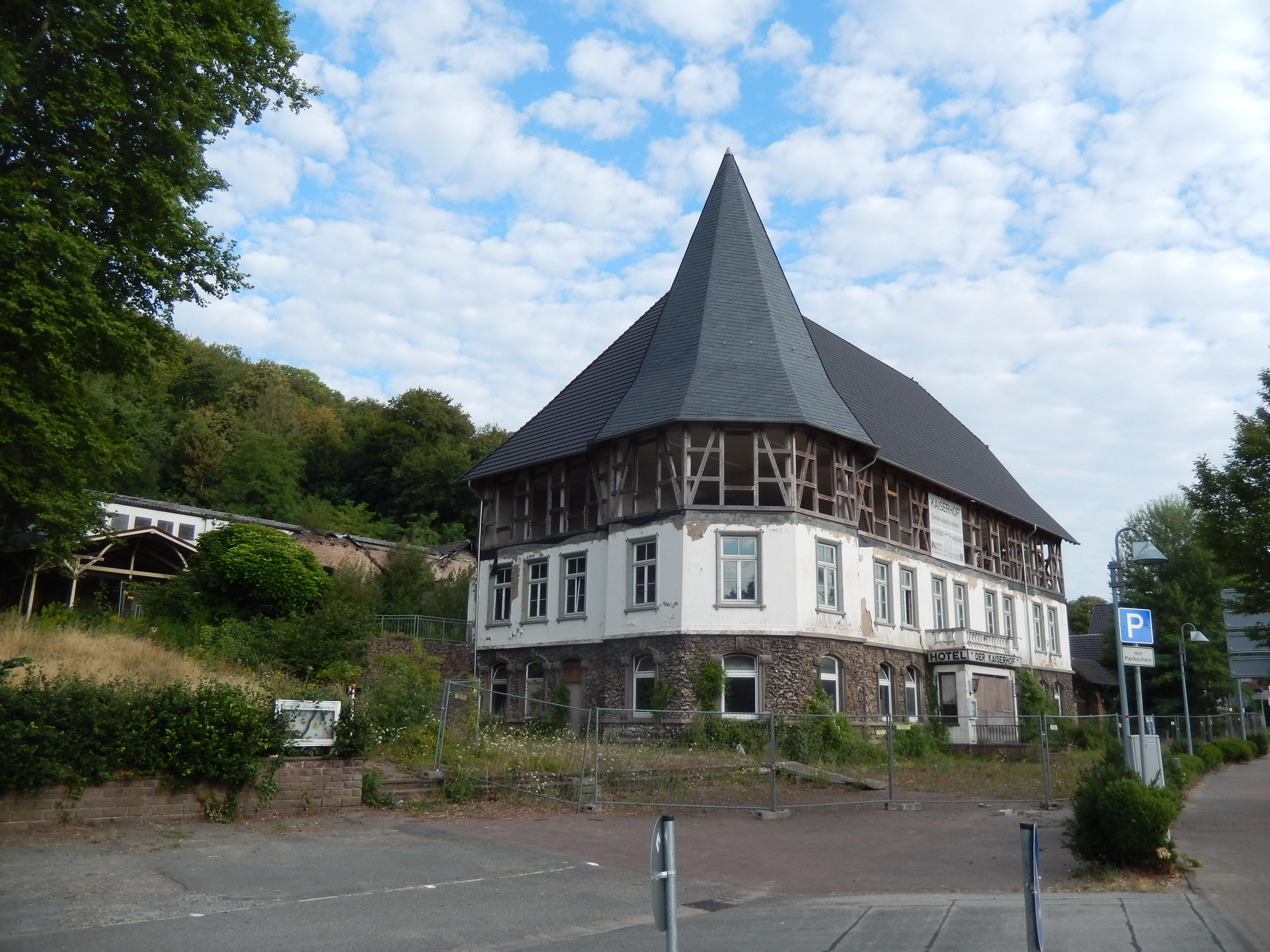
Zustand Juli 2018

Am Abend des 7. Dezember 2011 brach in dem leerstehenden Gebäude ein Feuer aus, bei dem der Dachstuhl des Hauptgebäudes schwer beschädigt sowie der mittlere Teil des Gebäudekomplexes vollständig zerstört wurde. Bei den Löscharbeiten wurden zwei Personen leicht verletzt.

### Pläne zu neuer Nutzung
In den Jahren 2013 bis 2015 wurde der Dachstuhl in vereinfachter Form wieder aufgebaut. Im November 2018 stellte der Architekt und Miteigentümer Jörg Albersmeier Pläne für einen Umbau vor, diese sahen Wohnungen und Büros und neben dem Gebäude auch einen Einkaufsmarkt vor, ohne den der Umbau nicht wirtschaftlich sei. Diese Pläne fanden bei der Stadt nur teilweise Zustimmung, strittig war besonders der Einkaufsmarkt. Die Stadt Porta legt insbesondere Wert auf Denkmalschutz und Erinnerungskultur und stellt nochmal klar, dass das Hauptgebäude mit den Gauben im Dach und die ausgemauerten Gefache im Fachwerk mit unter Denkmalschutz stehen.

## Architektur

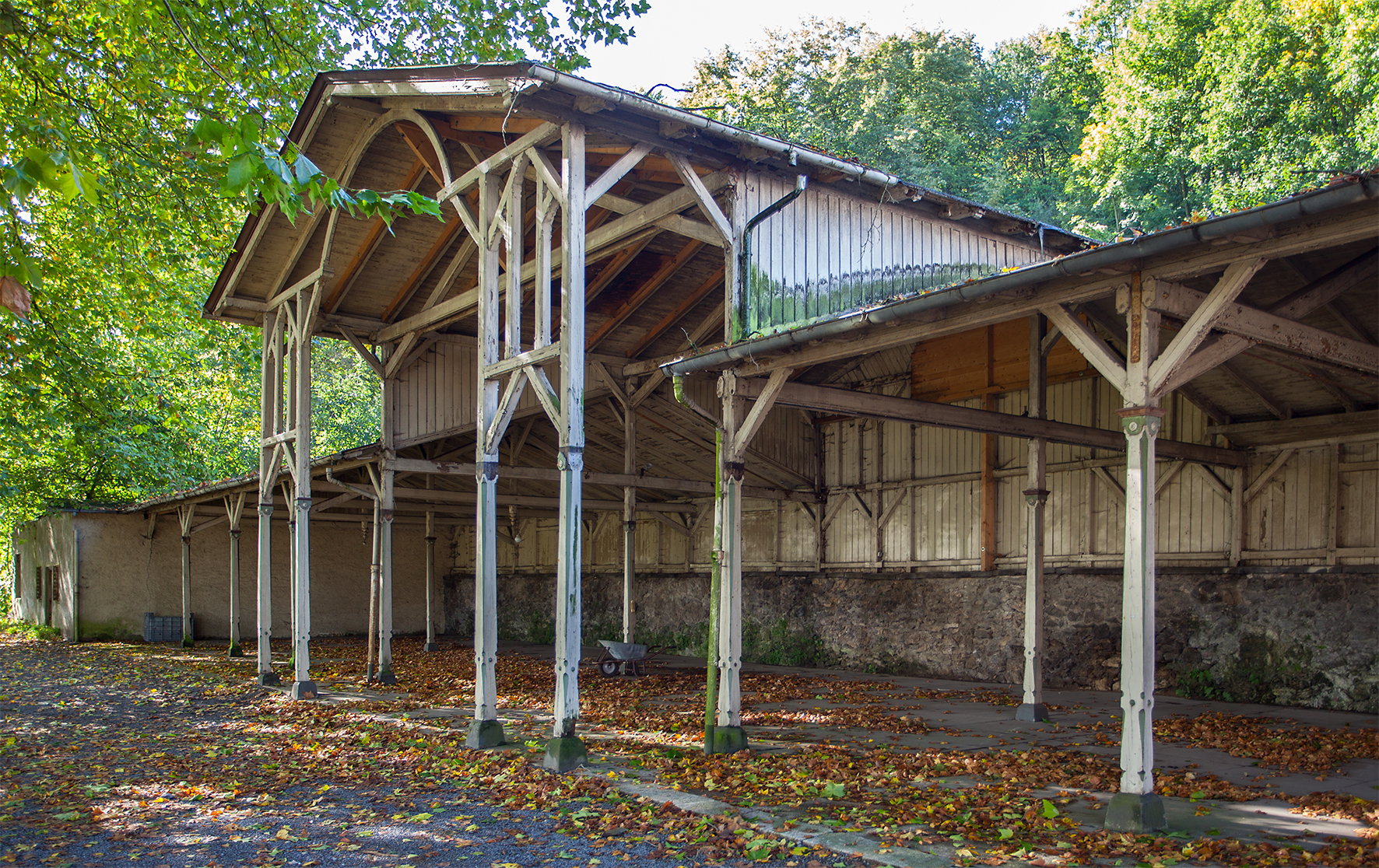
Laubenhalle am Hotel Kaiserhof

Das Hotel besteht aus einem Hauptgebäude und einem sich anschließenden Festsaal für bis zu 200 Personen. Teile des Hauses stehen unter Denkmalschutz. Beim Hauptgebäude handelt es sich um einen dreigeschossigen traufständigen Bau mit linksseitigem Erker. Während die Außenfront des Erdgeschosses aus Bruchsteinverblendung besteht, zeigt sich das zweite Obergeschoss in Schmuckfachwerk. Die Fenster des Erdgeschosses sind stichbogig, im ersten Obergeschoss mit Flaschen, sowie im zweiten Obergeschoss zwischen den Fachwerkständern als Dachgauben mit spätgotischen Turmaufsätzen verschiefert. Das Krüppelwalmdach ist mit schwarzen Pfannen gedeckt. Das Eingangsportal wurde modernisiert, darüber befindet sich eine Balustrade. An der Südseite des Gebäudes befindet sich ein dreizelliges Grottengewölbe aus Tuffstein mit darüberliegendem großen Terrassengarten, der zur Ost- und Südseite mit einer Sandstein-Balustrade umgrenzt ist.
Südlich des Hotelgebäudes befindet sich eine Laubenhalle in axialsymmetrischer Holzkonstruktion mit Weißlackierung. Die Laubenhalle wurde auf der westlichen Bergseite mit einem Stützmauerwerk ausgestattet und ist zur Ostseite offen mit nördlichem Eck- und Mittelpavillon. Das Gebäude wurde nahezu zeitgleich mit dem Hotel in den Jahren 1895/1896 errichtet.